# Buffalo Coulee
Buffalo Coulee är en dal i Kanada.   Den ligger i provinsen Alberta, i den centrala delen av landet, 2 700 km väster om huvudstaden Ottawa.
Trakten runt Buffalo Coulee består till största delen av jordbruksmark. Trakten runt Buffalo Coulee är nära nog obefolkad, med mindre än två invånare per kvadratkilometer.